# Ae-Ri Noort
Ae-Ri Noort (Seoel (Zuid-Korea), 10 januari 1983) is een Nederlandse roeister.

## Levensloop
Noort werd geboren in Zuid-Korea, werd geadopteerd en kwam op tweejarige leeftijd naar Nederland. Ze groeide op in Halsteren. Ze studeerde Biomedische wetenschappen aan de Vrije Universiteit Amsterdam. In 2015 promoveerde Noort bij VUmc op onderzoek naar de afweer van het lichaam.
In haar studententijd werd Noort actief bij de Amsterdamse roeivereniging R.S.V.U. Okeanos. Ze was te zien in het programma De Acht dat door Tien uitgezonden werd. Tijdens haar promotieonderzoek kwam er van roeien weinig terecht, maar met het einde in zicht besloot ze zich weer serieus aan de sport te wijden. Noort werkte zich als stuurvrouw in de vrouwen acht. Bij de Europese kampioenschappen in 2016 haalde ze zilver met die boot. Tijdens het Olympisch kwalificatietoernooi in Luzern plaatste het team zich voor de Olympische Spelen in Rio de Janeiro, waar de ploeg uiteindelijk zesde werd. Bij de Europese kampioenschappen roeien in 2017 haalde Noort wederom zilver.